# Osman Hamdi Bey

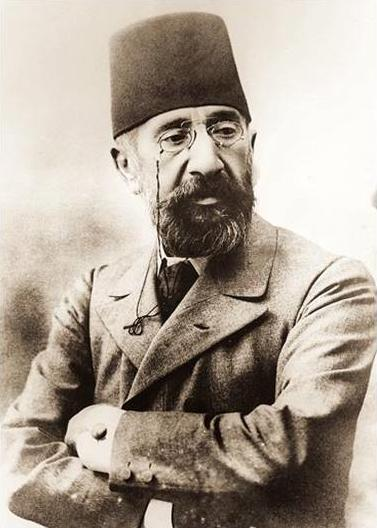
Osman Hamdi Bey

Osman Hamdi Bey (Constantinopel, 1842 - aldaar, 23 februari 1910) was een Ottomaans archeoloog, kunstkenner en kunstschilder.
Hij was een van de drijvende krachten achter de schone kunsten in het Ottomaanse Rijk in de tweede helft van de 19e eeuw. Hij richtte het archeologisch museum van Istanbul op en hij werd ook de museumdirecteur in 1881. Hij schreef de eerste Turkse monumentenwet en ijverde ervoor dat archeologische vondsten niet naar het buitenland werden gesmokkeld. Hij was betrokken bij de opgravingen van de antieke koninklijke necropolis in Sidon.
Osman Hamdi Bey richtte ook een kunstmuseum op en was actief als kunstschilder. In zijn schilderijen sloeg hij een brug tussen de westerse en oosterse kunst en portretteerde hij het moderne Turkse leven. Osman Hamdi Bey bracht zijn laatste jaren door in het vissersdorp Eskihisar. Zijn oude huis is in 1982 verbouwd tot het Osman Hamdi Bey Museum.

## Galerij

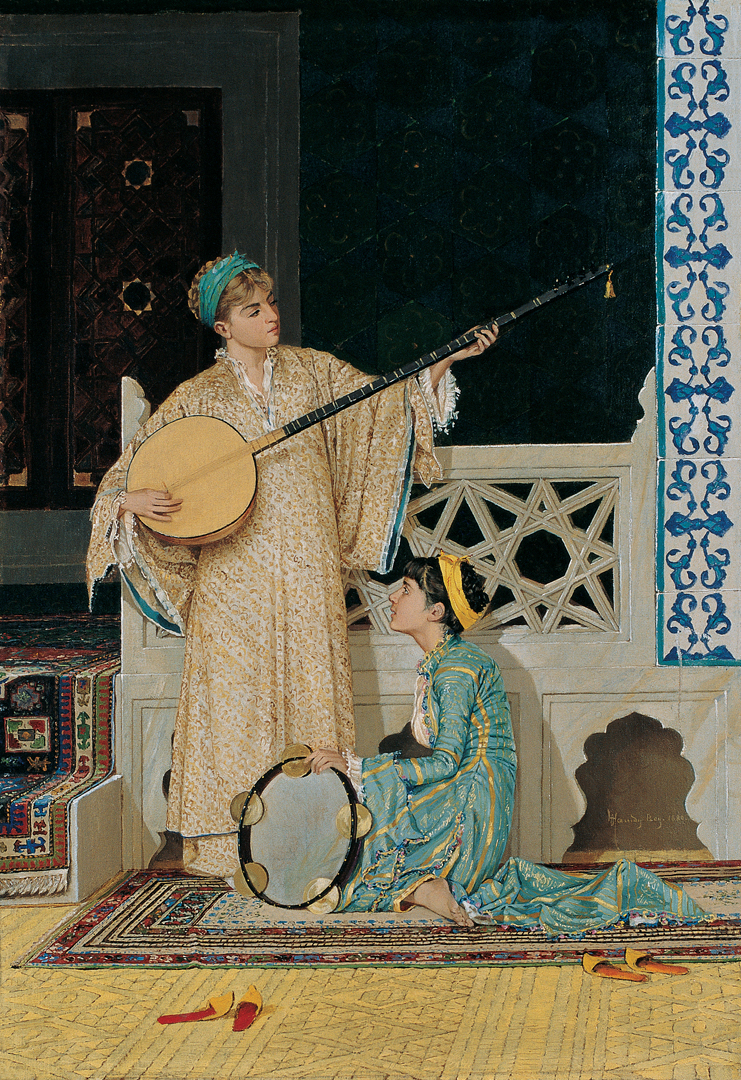
İki Müzisyen Kız (1880)
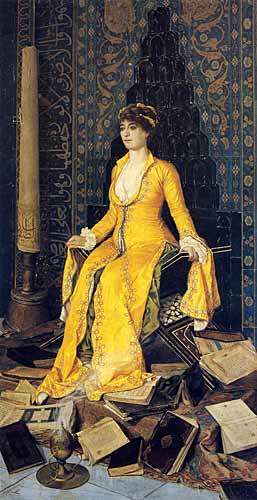
Mihrap (1901)
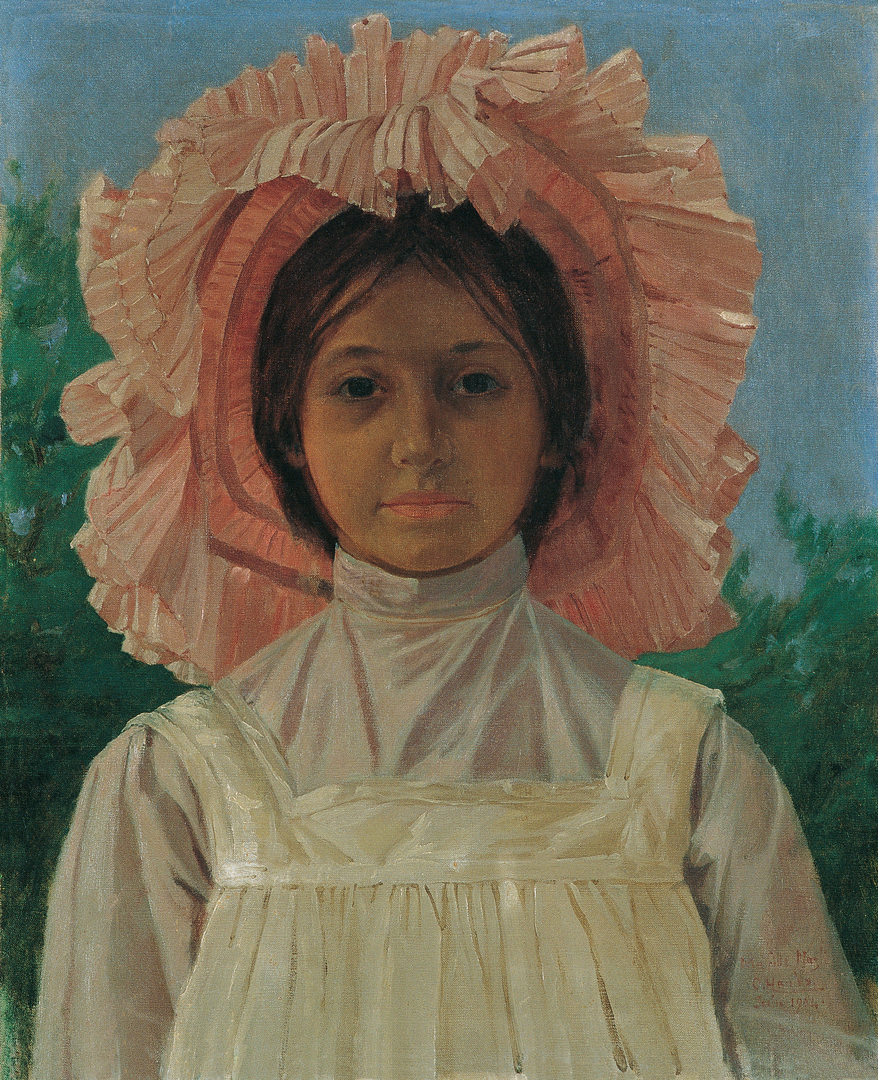
Pembe Başlıklı Kız (1904)
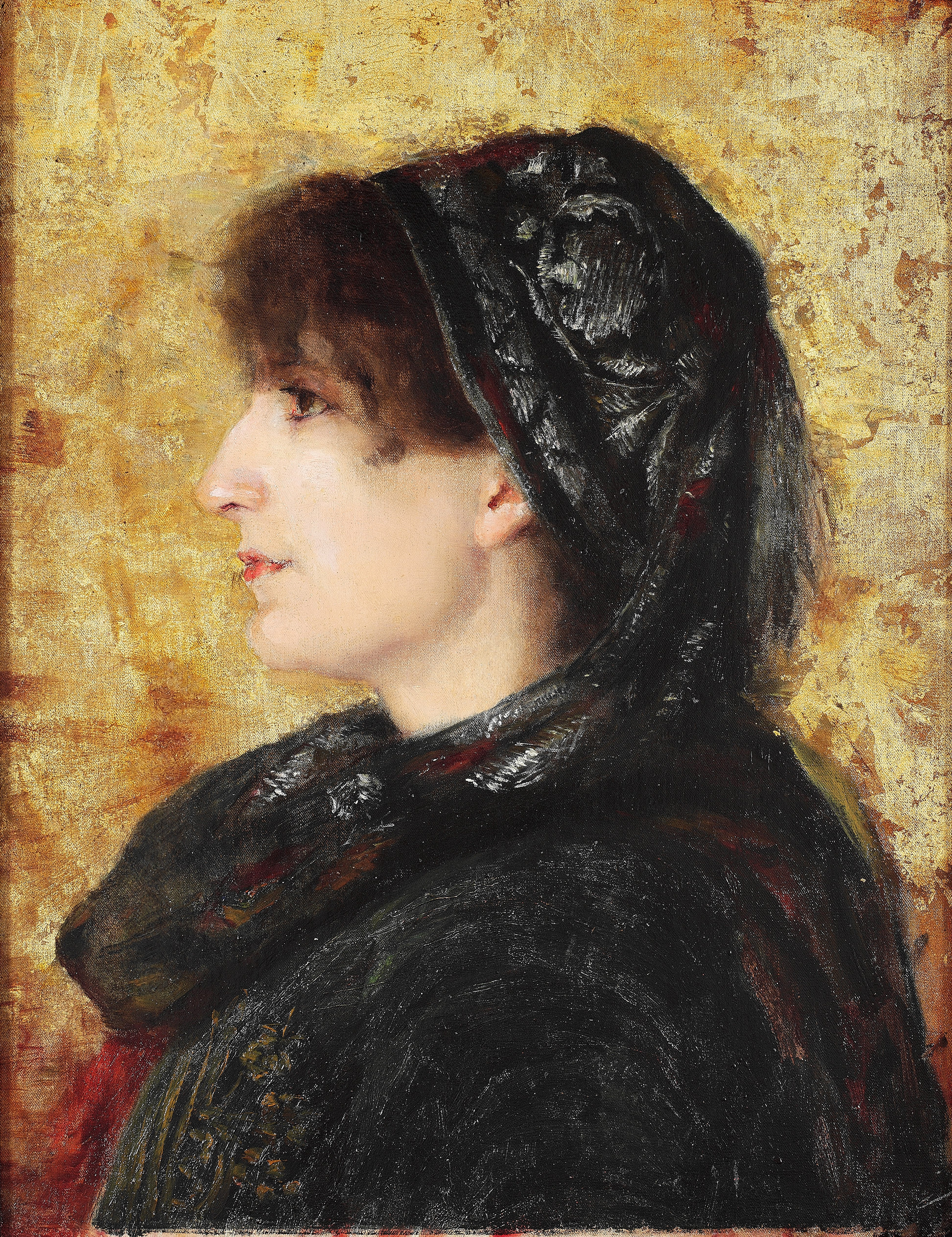
Naile Hanım (1910)